# Фуллер-Гайтс (Флорида)
Фуллер-Гайтс (англ. Fuller Heights) — переписна місцевість (CDP) в США, в окрузі Полк штату Флорида. Населення — 10 467 осіб (2020).

## Географія
Фуллер-Гайтс розташований за координатами 27°55′10″ пн. ш. 81°59′27″ зх. д. / 27.91944° пн. ш. 81.99083° зх. д. (27.919363, -81.990847).  За даними Бюро перепису населення США в 2010 році переписна місцевість мала площу 13,58 км², з яких 12,60 км² — суходіл та 0,98 км² — водойми. В 2017 році площа становила 11,99 км², з яких 11,16 км² — суходіл та 0,84 км² — водойми.

## Демографія
Згідно з переписом 2010 року, у переписній місцевості мешкало 8758 осіб у 3116 домогосподарствах у складі 2333 родин. Густота населення становила 645 осіб/км².  Було 3464 помешкання (255/км²).
Расовий склад населення:
| - 82,0 % — білих - 8,6 % — чорних або афроамериканців - 1,8 % — азіатів - 0,2 % — корінних американців - 4,5 % — осіб інших рас |

До двох чи більше рас належало 2,9 %. Частка іспаномовних становила 20,1 % від усіх жителів.
За віковим діапазоном населення розподілялося таким чином: 27,4 % — особи молодші 18 років, 61,8 % — особи у віці 18—64 років, 10,8 % — особи у віці 65 років та старші. Медіана віку мешканця становила 34,4 року. На 100 осіб жіночої статі у переписній місцевості припадало 95,5 чоловіків;  на 100 жінок у віці від 18 років та старших — 91,9 чоловіків також старших 18 років.
Середній дохід на одне домашнє господарство  становив 68 486 доларів США (медіана — 54 379), а середній дохід на одну сім'ю — 72 362 долари (медіана — 54 951). За межею бідності перебувало 4,8 % осіб, у тому числі 9,2 % дітей у віці до 18 років та 6,0 % осіб у віці 65 років та старших.
Цивільне працевлаштоване населення становило 4573 особи. Основні галузі зайнятості: освіта, охорона здоров'я та соціальна допомога — 18,7 %, науковці, спеціалісти, менеджери — 15,6 %, роздрібна торгівля — 12,3 %, фінанси, страхування та нерухомість — 11,2 %.